# Lista de deputados estaduais do Amazonas da 18.ª legislatura

## Composição das bancadas
| Partido | Líder                 | Bancada | Posição      |
| ------- | --------------------- | ------- | ------------ |
| PSD     | Ricardo Nicolau       | 4 / 24  | Independente |
| PMDB    | Belarmino Lins        | 2 / 24  | Oposição     |
| PP      | Adjuto Afonso         | 2 / 24  | Oposição     |
| PT      | José Ricardo Wendling | 2 / 24  | Oposição     |
| PTN     | Abdala Fraxe          | 2 / 24  | Governo      |
| PSDB    | Bosco Saraiva         | 2 / 24  | Governo      |
| DEM     | Augusto Ferraz        | 2 / 24  | Governo      |
| PSB     | Serafim Corrêa        | 1 / 24  | Oposição     |
| PDT     | Dermilson Chagas      | 1 / 24  | Oposição     |
| PROS    | Sidney Leite          | 1 / 24  | Governo      |
| PV      | Platiny Soares        | 1 / 24  | Governo      |
| PCdoB   | Alessandra Campelo    | 1 / 24  | Oposição     |
| PRB     | Pastor Carlos Alberto | 1 / 24  | Oposição     |
| PPS     | Luiz Castro           | 1 / 24  | Oposição     |
| PR      | Saba Reis             | 1 / 24  | Governo      |

## Deputados Estaduais
Estavam em jogo 24 cadeiras da Assembleia Legislativa do Amazonas.
| Número | Deputados estaduais eleitos | Partido | Votação | Percentual | Cidade onde nasceu | Unidade federativa |
| 55555  | Josué Neto                  | PSD     | 60.645  | 3,38%      | Manaus             | Amazonas           |
| 55789  | Ricardo Nicolau             | PSD     | 38.425  | 2,14%      | Manaus             | Amazonas           |
| 40111  | Serafim Corrêa              | PSB     | 36.501  | 2,04%      | Manaus             | Amazonas           |
| 12222  | Dermilson Chagas            | PDT     | 29.324  | 1,64%      | Manaus             | Amazonas           |
| 15666  | Belarmino Lins              | PMDB    | 28.985  | 1,62%      | Fonte Boa          | Amazonas           |
| 15333  | Wanderley Dallas            | PMDB    | 28.297  | 1,58%      | Sobral             | Ceará              |
| 90123  | Sidney Leite                | PROS    | 28.063  | 1,57%      | Manaus             | Amazonas           |
| 11111  | Adjuto Afonso               | PP      | 27.816  | 1,55%      | Manaus             | Amazonas           |
| 13610  | José Ricardo                | PT      | 27.651  | 1,54%      | Montenegro         | Rio Grande do Sul  |
| 43190  | Platiny Soares              | PV      | 26.987  | 1,51%      | Manaus             | Amazonas           |
| 65123  | Alessandra Campelo          | PCdoB   | 25.361  | 1,42%      | Manaus             | Amazonas           |
| 13633  | Sinésio Campos              | PT      | 25.342  | 1,41%      | Santarém           | Pará               |
| 10123  | Pastor Carlos Alberto       | PRB     | 24.843  | 1,39%      | Rio de Janeiro     | Rio de Janeiro     |
| 55055  | David Almeida               | PSD     | 24.189  | 1,35%      | Manaus             | Amazonas           |
| 19000  | Abdala Fraxe                | PTN     | 23.626  | 1,32%      | Boa Vista          | Roraima            |
| 45123  | Bosco Saraiva               | PSDB    | 22.822  | 1,27%      | Manaus             | Amazonas           |
| 45145  | Bi Garcia                   | PSDB    | 22.782  | 1,27%      | Parintins          | Amazonas           |
| 11333  | Cabo Maciel                 | PP      | 20.908  | 1,17%      | Humaitá            | Amazonas           |
| 25123  | Dr. Vicente                 | DEM     | 20.748  | 1,16%      | Serrita            | Pernambuco         |
| 23333  | Luiz Castro                 | PPS     | 19.815  | 1,11%      | Santos             | São Paulo          |
| 22123  | Saba Reis                   | PR      | 17.870  | 1,00%      | Parintins          | Amazonas           |
| 55777  | Dr. Gomes                   | PSD     | 16.766  | 0,94%      | Cruzeiro do Sul    | Acre               |
| 25622  | Augusto Ferraz              | DEM     | 15.463  | 0,86%      | Tarauacá           | Acre               |
| 19799  | Orlando Cidade              | PTN     | 12.089  | 0,67%      | Manicoré           | Amazonas           |